# Lijst van olympische medaillewinnaars noordse combinatie
Noordse combinatie is een van de sporten die op de Olympische Winterspelen worden beoefend. Deze pagina geeft de lijst van olympische medaillewinnaars in deze sport.

## Individueel

### Normale schans
1924-1948: 18 km langlaufen (klassieke stijl), 2x sprong
1952-1948: 2x sprong, 18 km langlaufen (klassieke stijl)
1956-1980: 2x sprong, 15 km langlaufen (klassieke stijl)
1984-2006: 2x sprong, 15 km langlaufen (vrije stijl), vanaf 1988 gunderson-methode
2010-2022: 1x sprong, 10 km langlaufen (vrije stijl), gunderson-methode
| Editie | Goud | Goud                 | Zilver | Zilver             | Brons | Brons                     |
| ------ | ---- | -------------------- | ------ | ------------------ | ----- | ------------------------- |
| 1924   | NOR  | Thorleif Haug        | NOR    | Thoralf Strømstad  | NOR   | Johan Grøttumsbråten      |
| 1928   | NOR  | Johan Grøttumsbråten | NOR    | Hans Vinjarengen   | NOR   | John Snersrud             |
| 1932   | NOR  | Johan Grøttumsbråten | NOR    | Ole Stenen         | NOR   | Hans Vinjarengen          |
| 1936   | NOR  | Oddbjørn Hagen       | NOR    | Olaf Hoffsbakken   | NOR   | Sverre Brodahl            |
| 1948   | FIN  | Heikki Hasu          | FIN    | Martti Huhtala     | SWE   | Sven Israelsson           |
| 1952   | NOR  | Simon Slåttvik       | FIN    | Heikki Hasu        | NOR   | Sverre Stenersen          |
| 1956   | NOR  | Sverre Stenersen     | SWE    | Bengt Eriksson     | POL   | Franciszek Groń-Gąsienica |
| 1960   | EUA  | Georg Thoma          | NOR    | Tormod Knutsen     | URS   | Nikolai Goessakov         |
| 1964   | NOR  | Tormod Knutsen       | URS    | Nikolai Kisseljov  | EUA   | Georg Thoma               |
| 1968   | FRG  | Franz Keller         | SUI    | Alois Kälin        | GDR   | Andreas Kunz              |
| 1972   | GDR  | Ulrich Wehling       | FIN    | Rauno Miettinen    | GDR   | Karl-Heinz Luck           |
| 1976   | GDR  | Ulrich Wehling       | FRG    | Urban Hettich      | GDR   | Konrad Winkler            |
| 1980   | GDR  | Ulrich Wehling       | FIN    | Jouko Karjalainen  | GDR   | Konrad Winkler            |
| 1984   | NOR  | Tom Sandberg         | FIN    | Jouko Karjalainen  | FIN   | Jukka Ylipulli            |
| 1988   | SUI  | Hippolyt Kempf       | AUT    | Klaus Sulzenbacher | URS   | Allar Levandi             |
| 1992   | FRA  | Fabrice Guy          | FRA    | Sylvain Guillaume  | AUT   | Klaus Sulzenbacher        |
| 1994   | NOR  | Fred Børre Lundberg  | JPN    | Takanori Kono      | NOR   | Bjarte Engen Vik          |
| 1998   | NOR  | Bjarte Engen Vik     | FIN    | Samppa Lajunen     | RUS   | Valerij Stoljarov         |
| 2002   | FIN  | Samppa Lajunen       | FIN    | Jaakko Tallus      | AUT   | Felix Gottwald            |
| 2006   | GER  | Georg Hettich        | AUT    | Felix Gottwald     | NOR   | Magnus Moan               |
| 2010   | FRA  | Jason Lamy Chappuis  | USA    | Johnny Spillane    | ITA   | Alessandro Pittin         |
| 2014   | GER  | Eric Frenzel         | JPN    | Akito Watabe       | NOR   | Magnus Krog               |
| 2018   | GER  | Eric Frenzel         | JPN    | Akito Watabe       | AUT   | Lukas Klapfer             |
| 2022   | GER  | Vinzenz Geiger       | NOR    | Jørgen Gråbak      | AUT   | Lukas Greiderer           |

| Land   | Goud | Zilver | Brons | Tot. |
| ------ | ---- | ------ | ----- | ---- |
| NOR    | 10   | 6      | 8     | 24   |
| GER    | 4    | 0      | 0     | 4    |
| GDR    | 3    | 0      | 4     | 7    |
| FIN    | 2    | 7      | 1     | 10   |
| FRA    | 2    | 1      | 0     | 3    |
| FRG    | 1    | 1      | 0     | 2    |
| SUI    | 1    | 1      | 0     | 2    |
| EUA    | 1    | 0      | 1     | 2    |
| JPN    | 0    | 3      | 0     | 3    |
| AUT    | 0    | 2      | 4     | 6    |
| URS    | 0    | 1      | 2     | 3    |
| SWE    | 0    | 1      | 1     | 2    |
| USA    | 0    | 1      | 0     | 1    |
| ITA    | 0    | 0      | 1     | 1    |
| POL    | 0    | 0      | 1     | 1    |
| RUS    | 0    | 0      | 1     | 1    |
| Totaal | 24   | 24     | 24    | 72   |

Meervoudige medaillewinnaars
| Succesvolste | Meervoudige |
| --- | --- |
| 3-0-0 Ulrich Wehling 2-0-1 Johan Grøttumsbråten 2-0-0 Eric Frenzel 1-1-0 Heikki Hasu 1-1-0 Tormod Knutsen 1-1-0 Samppa Lajunen 1-0-1 Sverre Stenersen 1-0-1 Georg Thoma 1-0-1 Bjarte Engen Vik | 0-2-0 Jouko Karjalainen 0-2-0 Akito Watabe 0-1-1 Hans Vinjarengen 0-1-1 Klaus Sulzenbacher 0-1-1 Felix Gottwald 0-0-2 Konrad Winkler |

### Grote schans
2002-2006: 1x sprong, 7,5 km langlaufen (vrije stijl), gunderson-methode (Sprint)
2010-2022: 1x sprong, 10 km langlaufen (vrije stijl), gunderson-methode
| Editie | Goud | Goud            | Zilver | Zilver             | Brons | Brons           |
| ------ | ---- | --------------- | ------ | ------------------ | ----- | --------------- |
| 2002   | FIN  | Samppa Lajunen  | GER    | Ronny Ackermann    | AUT   | Felix Gottwald  |
| 2006   | AUT  | Felix Gottwald  | NOR    | Magnus Moan        | GER   | Georg Hettich   |
| 2010   | USA  | Bill Demong     | USA    | Johnny Spillane    | AUT   | Bernhard Gruber |
| 2014   | NOR  | Jørgen Gråbak   | NOR    | Magnus Moan        | GER   | Fabian Rießle   |
| 2018   | GER  | Johannes Rydzek | GER    | Fabian Rießle      | GER   | Eric Frenzel    |
| 2022   | NOR  | Jørgen Gråbak   | NOR    | Jens Lurås Oftebro | JPN   | Akito Watabe    |

| Land   | Goud | Zilver | Brons | Tot. |
| ------ | ---- | ------ | ----- | ---- |
| NOR    | 2    | 3      | 0     | 5    |
| GER    | 1    | 2      | 3     | 6    |
| USA    | 1    | 1      | 0     | 2    |
| AUT    | 1    | 0      | 2     | 3    |
| FIN    | 1    | 0      | 0     | 1    |
| JPN    | 0    | 0      | 1     | 1    |
| Totaal | 6    | 6      | 6     | 18   |

Meervoudige medaillewinnaars
| Succesvolste                             | Meervoudige                           |
| ---------------------------------------- | ------------------------------------- |
| 2-0-0 Jørgen Gråbak 1-0-1 Felix Gottwald | 0-2-0 Magnus Moan 0-1-1 Fabian Rießle |

## Landenwedstrijd
1988-1992: 3 deelnemers, normale schans, 10 km langlaufen
1994-1998: 3 deelnemers, normale schans, 15 km langlaufen
1998-2002: 4 deelnemers, normale schans, 5 km langlaufen
2006-2022: 4 deelnemers, grote schans, 5 km langlaufen
| Editie | Goud | Goud                                                               | Zilver | Zilver                                                       | Brons | Brons                                                        |
| ------ | ---- | ------------------------------------------------------------------ | ------ | ------------------------------------------------------------ | ----- | ------------------------------------------------------------ |
| 1988   | FRG  | Thomas Müller Hans-Peter Pohl Hubert Schwarz                       | SUI    | Fredy Glanzmann Hippolyt Kempf Andreas Schaad                | AUT   | Hansjörg Aschenwald Günter Csar Klaus Sulzenbacher           |
| 1992   | JPN  | Takanori Kono Reiichi Mikata Kenji Ogiwara                         | NOR    | Knut Tore Apeland Fred Børre Lundberg Trond Einar Elden      | AUT   | Stefan Kreiner Klaus Ofner Klaus Sulzenbacher                |
| 1994   | JPN  | Masashi Abe Takanori Kono Kenji Ogiwara                            | NOR    | Knut Tore Apeland Fred Børre Lundberg Bjarte Engen Vik       | SUI   | Jean-Yves Cuendet Hippolyt Kempf Andreas Schaad              |
| 1998   | NOR  | Fred Børre Lundberg Kenneth Braaten Bjarte Engen Vik Halldor Skard | FIN    | Samppa Lajunen Hannu Manninen Jari Mantila Tapio Nurmela     | FRA   | Nicolas Bal Sylvain Guillaume Fabrice Guy Ludovic Roux       |
| 2002   | FIN  | Samppa Lajunen Hannu Manninen Jari Mantila Jaakko Tallus           | GER    | Ronny Ackermann Georg Hettich Marcel Höhlig Björn Kircheisen | AUT   | Christoph Bieler Felix Gottwald Michael Gruber Mario Stecher |
| 2006   | AUT  | Christoph Bieler Felix Gottwald Michael Gruber Mario Stecher       | GER    | Ronny Ackermann Jens Gaiser Georg Hettich Björn Kircheisen   | FIN   | Anssi Koivuranta Antti Kuisma Hannu Manninen Jaakko Tallus   |
| 2010   | AUT  | Bernhard Gruber David Kreiner Felix Gottwald Mario Stecher         | USA    | Brett Camerota Todd Lodwick Johnny Spillane Bill Demong      | GER   | Johannes Rydzek Tino Edelmann Eric Frenzel Björn Kircheisen  |
| 2014   | NOR  | Jørgen Gråbak Håvard Klemetsen Magnus Krog Magnus Moan             | GER    | Eric Frenzel Björn Kircheisen Fabian Rießle Johannes Rydzek  | AUT   | Christoph Bieler Bernhard Gruber Lukas Klapfer Mario Stecher |
| 2018   | GER  | Vinzenz Geiger Fabian Rießle Eric Frenzel Johannes Rydzek          | NOR    | Jan Schmid Espen Andersen Jarl Magnus Riiber Jørgen Gråbak   | AUT   | Wilhelm Denifl Lukas Klapfer Bernhard Gruber Mario Seidl     |
| 2022   | NOR  | Espen Bjørnstad Espen Andersen Jens Lurås Oftebro Jørgen Gråbak    | GER    | Manuel Faißt Julian Schmid Eric Frenzel Vinzenz Geiger       | JPN   | Yoshito Watabe Hideaki Nagai Akito Watabe Ryota Yamamoto     |

| Land   | Goud | Zilver | Brons | Tot. |
| ------ | ---- | ------ | ----- | ---- |
| NOR    | 3    | 3      | 0     | 6    |
| AUT    | 2    | 0      | 5     | 7    |
| JPN    | 2    | 0      | 1     | 3    |
| GER    | 1    | 4      | 1     | 6    |
| FIN    | 1    | 1      | 1     | 3    |
| FRG    | 1    | 0      | 0     | 1    |
| SUI    | 0    | 1      | 1     | 2    |
| USA    | 0    | 1      | 0     | 1    |
| FRA    | 0    | 0      | 1     | 1    |
| Totaal | 10   | 10     | 10    | 30   |

Meervoudige medaillewinnaars
| Succesvolste | Meervoudige |
| --- | --- |
| 2-1-0 Jørgen Gråbak 2-0-2 Mario Stecher 2-0-1 Felix Gottwald 2-0-0 Takanori Kono 2-0-0 Kenji Ogiwara 1-2-1 Eric Frenzel 1-2-0 Fred Børre Lundberg 1-1-1 Hannu Manninen 1-1-1 Johannes Rydzek 1-1-0 Bjarte Engen Vik 1-1-0 Samppa Lajunen 1-1-0 Jari Mantila 1-1-0 Fabian Rießle 1-1-0 Vinzenz Geiger 1-1-0 Espen Andersen 1-0-2 Christoph Bieler 1-0-2 Bernhard Gruber 1-0-1 Jaakko Tallus 1-0-1 Michael Gruber | 0-3-1 Björn Kircheisen 0-2-0 Knut Tore Apeland 0-2-0 Ronny Ackermann 0-2-0 Georg Hettich 0-1-1 Hippolyt Kempf 0-1-1 Andreas Schaad 0-0-2 Klaus Sulzenbacher 0-0-2 Lukas Klapfer |

## Clean sweeps
In onderstaand overzicht staan alle onderdelen waarop een land het volledige podium in beslag nam.
| Spelen | Onderdeel          | NOC | Goud                 | Zilver            | Brons                |
| ------ | ------------------ | --- | -------------------- | ----------------- | -------------------- |
| 1924   | Normale schans (m) | NOR | Thorleif Haug        | Thoralf Strømstad | Johan Grøttumsbråten |
| 1928   | Normale schans (m) | NOR | Johan Grøttumsbråten | Hans Vinjarengen  | John Snersrud        |
| 1932   | Normale schans (m) | NOR | Johan Grøttumsbråten | Ole Stenen        | Hans Vinjarengen     |
| 1936   | Normale schans (m) | NOR | Oddbjørn Hagen       | Olaf Hoffsbakken  | Sverre Brodahl       |
| 2018   | Grote schans (m)   | GER | Johannes Rydzek      | Fabian Rießle     | Eric Frenzel         |

Chamonix 1924 · 
St. Moritz 1928 · 
Lake Placid 1932 · 
Garmisch-Partenkirchen 1936 · 
St. Moritz 1948 · 
Oslo 1952 · 
Cortina d'Ampezzo 1956 · 
Squaw Valley 1960 · 
Innsbruck 1964 · 
Grenoble 1968 · 
Sapporo 1972 · 
Innsbruck 1976 · 
Lake Placid 1980 · 
Sarajevo 1984 · 
Calgary 1988 · 
Albertville 1992 · 
Lillehammer 1994 · 
Nagano 1998 · 
Salt Lake City 2002 · 
Turijn 2006 · 
Vancouver 2010 · 
Sotsji 2014 · 
Pyeongchang 2018 · 
Peking 2022 
Lijst van olympische medaillewinnaars